# Let's Go Bobo!
Let's Go Bobo! è un album di Willie Bobo, pubblicato dalla Roulette Records nel 1964.

## Tracce
Lato A
1. Let's Go Bobo – 2:47 (Gus Tillman, Joe James)
2. Caribe – 2:45 (Willie Bobo Correa)
3. Twist the Monkey's Tail – 2:45 (David Burns)
4. Tell It Like It Is – 2:45 (David Burns)
5. Get Crackin' – 2:45 (Teacho Wiltshire)
6. Wild Rice – 2:30 (Teacho Wiltshire)

Durata totale: 16:17
Lato B
1. The Hip Monkey – 3:31 (Teacho Wiltshire)
2. Trinidad – 2:55 (Teacho Wiltshire)
3. Timbale Groove – 2:45 (Teacho Wiltshire)
4. Go! Go! Go! – 2:37 (Teacho Wiltshire)
5. Be's the Other Way – 2:22 (Dave Burns)
6. A la Bobo – 2:52 (Dave Burns, Willie Bobo Correa)

Durata totale: 17:02

## Musicisti
- Willie Bobo - batteria, percussioni, voce
- Altri musicisti non accreditati.